# Josef Neuwirth (Kunsthistoriker)

Josef Neuwirth

Josef Neuwirth (* 5. Juni 1855 in Neugarten, Nordböhmen; † 25. April 1934 in Wien) war ein österreichischer Kunsthistoriker. Er gilt als der bedeutendste Corpshistoriker Österreichs.

## Leben
Neuwirth studierte von 1875 bis 1878 Germanistik, Geschichte, Klassische Philologie, Kunstgeschichte und Klassische Archäologie an der Karls-Universität. Nach der 1880 abgelegten Lehramtsprüfung war er bis 1894 als Gymnasialprofessor tätig. Er promovierte 1882 nebenbei zum Dr. phil. und konnte sich 1885 in Kunstgeschichte habilitieren. Ab 1894 lehrte er als a.o. Professor und ab 1897 als o. Professor der Kunstgeschichte an der Deutschen Universität Prag. Von 1899 bis zum Ruhestand 1926 war er Lehrstuhlinhaber für allgemeine Kunstgeschichte an der Technischen Hochschule Wien. Dort war er auch im Studienjahr 1903/04  Rektor. 1905 übernahm er diese Funktion zum zweiten Mal, nachdem sein Nachfolger Ludwig von Tetmajer wenige Monate nach Amtsantritt verstorben war.
Er war in vielen Bereichen der historischen und kunsthistorischen Forschung tätig. Neuwirths Bedeutung als Kunsthistoriker lag in seinen architekturgeschichtlichen Studien und in seiner Auffassung der Architekturgeschichte. Er lehnte eine rein ästhetische Betrachtungsweise ab und beschränkte sich auf die Tatsachen. Als Hochschullehrer lag sein Verdienst im Aufbau des Lehrapparates für das Fach Kunstgeschichte an der TH Wien und in der Schaffung des für Österreich neuen Lehrgegenstandes der Denkmalpflege. In seinen architekturgeschichtlichen Studien galt sein Hauptinteresse der mittelalterlichen Baukunst, wobei er vor allem Böhmen in den Vordergrund seiner Untersuchungen stellte. 

## Corps

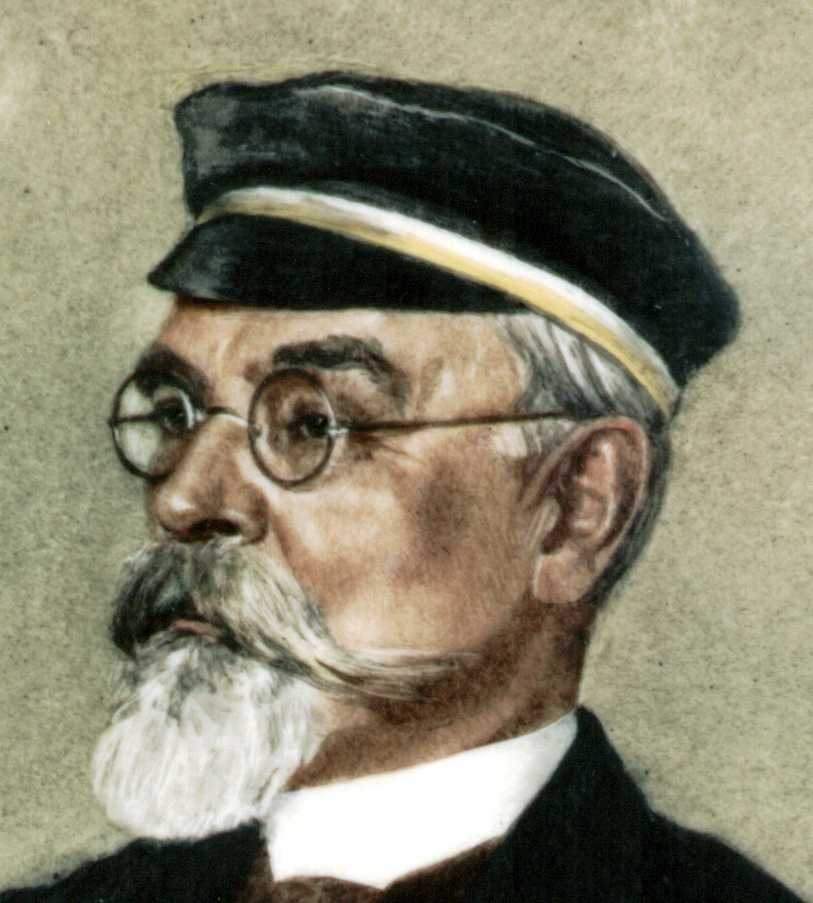
Josef Neuwirth um 1925

Als Student war er von 1876 bis 1878 aktiv im Corps Austria Prag. Auf dessen Farben focht er die erste Partie des Prager Senioren-Convents auf Korbschläger. Später war er an der Gründung des Corps Palaio-Austria Prag beteiligt. Die Corps Suevia Prag, Saxonia Wien, Teutonia Graz, Hansea Wien, Symposion, Marchia Brünn und Cheruscia Wien verliehen ihm wegen seiner Verdienste um die Kösener Corps in Österreich das Band.

## Familie
Neuwirth war verheiratet mit Adelheid von Stein, einer Tochter von Friedrich von Stein. Seine Tochter Rosa Neuwirth war eine bekannte Keramikerin.

## Ehrungen
- Hofrat (1905)
- Dr. techn. e. h. der Deutschen Technischen Hochschule Brünn (1926)
- Dr. techn. h. c. der Technischen Hochschule Wien (1932)

## Veröffentlichungen
Siehe das Schriftenverzeichnis in Die Technische Hochschule Wien. Jahrbuch für das Studium an der T. H. Wien 1933/34. Neuwirth schrieb seinen Vornamen teils Josef und teils Joseph. Entsprechend finden sich seine Werke in Bibliothekskatalogen unterschiedlich verzeichnet.
- Geschichte der christlichen Kunst in Böhmen bis zum Aussterben der Przemysliden, 1888
- Studien zur Geschichte der Gothik in Böhmen, Teil 1–6, In: Mitteilungen des Vereines für die Geschichte der Deutschen in Böhmen 30, 1892; 31, 1893; 33, 1895; 35, 1897; 38 (3), 1900; 56 (3), 1918
- Geschichte der bildenden Kunst in Böhmen vom Tode Wenzels III. bis zu den Hussitenkriegen, 1893
- Das Braunschweiger Skizzenbuch eines mittelalterlichen Malers. Verein für Geschichte der Deutschen in Böhmen, Calve, Prag 1897
- Das akademische Corps Saxonia in Wien, 2 Bände, 1900–1925
- Die K.K. Technische Hochschule in Wien 1815–1915. Gedenkschrift. Wien 1915.
- Beiträge zur Geschichte der Studentenschaft der k. k. Technischen Hochschule in Wien. Wien 1916
- Bildende Kunst und Kunstgewerbe, in: Rudolph Lodgman: Deutschböhmen. Verlag Ullstein und Co, Berlin 1919.
- Handbuch der Kunstgeschichte, Band 2: Frühchristliche Kunst des Mittelalters, 11. umgearbeitete Auflage, Leipzig 1921
- Bilder aus der deutschen Geschichte, Teil 1 und 2, Nürnberg 1925
- Die Technische Hochschule in Wien 1815–1925. A. Hartleben’s Verlag, Wien o. J. [1925]
- Das akademische Corps Austria in Prag (1861–1884), Wien 1926
- Geschichte der deutschen Kunst und des deutschen Kunstgewerbes in den Sudetenländern bis zum Ausgang des 19. Jahrhunderts, Johannes Stauda, Augsburg 1926
- Illustrierte Kunstgeschichte, 2 Bände, o. J.
- Josef Neuwirth: 1855–1934: von der Wiege bis zur Bahre. Autobiographie, hrsg. von Jürgen Herrlein und Silvia Amella Mai, Frankfurt am Main 2009.